# Pennellia brachycarpa
Pennellia brachycarpa är en korsblommig växtart som beskrevs av Beilstein och Al-shehbaz. Pennellia brachycarpa ingår i släktet Pennellia och familjen korsblommiga växter. Inga underarter finns listade i Catalogue of Life.